# 백남식 (1866년)
백남식(白南式, 1866년 3월 3일 ~ 1919년 3월 28일)은 대한민국의 독립운동가이다.
본관은 수원(水原), 호(號)는 공재(恭齋)이다. 경기도 양주군 광적면 면사무소 앞에서 기미년 삼월(1919년 3월)의 독립 만세 시위를 전개하다 순국한 대한독립유공자이다.

## 생애

### 일생
1892년 조선국 음서로써 조선 관직에 천거되어 대한제국 시대였던 1902년까지 경기도 양주군 예하 군서기관 등을 지냈고 관료 직위 퇴임 이후 경기도 양주의 성리학 대표 향반으로 경기도 양주에서 훈도하였다.
이후 일제 강점기 초기였던 1919년 3월, 경기도 양주에서 일어난 독립 만세 시위 중 가장 격렬하게 전개된 경기도 양주군 광적면에서 시위가 일자, 그는 동료 향반들과 함께 만세 시위를 주동하였는데 경기도 양주군 광적면의 독립 만세 시위를 경기도 양주군 광적면 가납리에서 주요 집결한즉슨, 전직 경기도 양주군 군서기관 출신의 백남식은 같은 경기도 양주군 광적면 효촌리 출신 향반 김진성, 이용화 등과 함께 만세 시위를 합동 계획 및 추진하였고 그들은 사발통문(沙鉢通文)을 뿌리고 마을을 돌며 주민들에게 시위 계획을 알리면서 거사에 참여할 것을 가가호호 권유하였으며 1919년 3월 28일 백남식 등은 경기도 양주군 광적면 효촌리 주민들을 규합하여 태극기를 휘날리고 만세를 고창하면서 경기도 양주군 광적면 가납리로 향하였다. 이들이 경기 양주 가납리에 도착했을 때, 미리 모여서 만세를 부르던 광적면과 백석면 주민들은 시위를 마치고 해산하려 하였지만 백남식 등이 이끄는 경기 양주 효천리 시위대가 도착하자 군중은 결국 재집결하였고, 그 수가 무려 950여 명에 이르렀다. 만세 시위대는 오후 4시경 마을의 큰 논 가운데 모여 시위를 재개하였다. 그런데 이 때 경기도 의정부에서 급보 급파된 헌병 5명과 헌병보조원 노호연, 광적면장 이하용이 도착하였는데 헌병들이 논둑 위에서 주모자를 찾자, 이용화를 필두로 김우규와 한춘석 등이 앞으로 나섰고 헌병이 군중의 해산을 명령하였지만, 이용화가 이들을 크게 꾸짖었다. 하여 이에 고무된 시위대의 기세가 자못 험악해지자, 면장 이하용은 슬며시 도망가기 시작하였다. 이를 본 독립 만세 군중들은 몰려가면서 줄줄이 돌팔매를 시작하자, 결국 일본 헌병들은 시위대를 향해 발포하였다. 이때 시위대 선두에 있던 백남식, 김진성, 이용화 3인은 현장에서 참혹히 사살 순국하였다.
이외에도 일본 헌병의 발포로 시위대원 가운데 40여명이 부상을 입었으며, 시위 2시간 여만인 1919년 3월 28일 오후 4시경을 기하여 전격 해산되었다.

## 사후
대한민국 정부는 고인의 공훈을 기리고자 2010년 대한민국 건국훈장 애국장을 추서하였다.